# Хајд парк (Београд)
Хајд парк је парк у урбаном делу Београда, на северним падинама Топчидерског брда, на општини Савски венац. Топчидерско брдо некада била засебна општина и обухватала је месне заједнице Дедиње, Сењак, Топчидер и Мостар. Сам парк састоји се из два дела који дели централна стаза са дрворедом платана — први је парк-шума са уређеним стазама за трчање, а други је намењен за рекреацију и фитнес. Парк је уређен, осветљен и добро посећен. Захвата површину од око 7,3 ha и троугластог је облика оивичен асфалтираним стазама са све три стране. У непосредној близини је стадион Партизана и Кућа цвећа. Парк представља границу две Савсковеначке месне заједнице Дедиња и Сењака

## Настанак парка
Хајд парк је имењак истог из Лондона. Физички представља природни наставак Кошутњака и Топчидера, који је раздвојен изградњом саобраћајница. Уређење је почело током 1930-их година 20. векa. Отворен је за грађанство 1937, са седам километара пешачких стаза и два километра коњаничких, са по једним игралиштем за мању и већу децу. Хајд парк је данас веома посећен и о њему се стара ЈКП Зеленило Београд. Представља зелену оазу у густо насељеном делу Београда и један је од десет паркова на општини Савски венац. Отворен је током целе године.

## Изглед парка
Парк је окружен трима великим улицама — Булевар Војводе Путника, Булевар Кнеза Александра Карађорђевића и Топчидерски венац. У круг целом дужином, налази се трим-стаза за трчање и рекреацију, укупне дужине око 1.400 m. Стаза је посута пиљевином, а око ње су вежбалишта за тренинг. У предњем делу Хајд парка је фитнес на отвореном, са 12 справа за вежбање, постављених 2009. године. Пешачке стазе су асфалтиране, поплочане и осветљене. У централном делу парка постоји и уређено дечје игралиште са неколико справа.

## Галерија
- Авенија са дрворедом платана
- Авенија са дрворедом платана
- Авенија са дрворедом платана
- Хајд парк 1
- Хајд парк 2
- Хајд парк 3